# Ernst Maisel
Ernst Maisel (ur. 16 września 1896 w Landau in der Pfalz, zm. 16 grudnia 1978 w Schönau am Königssee) – generał porucznik Wehrmachtu. Dowódca 42. Pułku Piechoty. W 1942 roku został odznaczony Krzyżem Rycerskim.
Po zamachu na Hitlera przybył razem z generałem Wilhelmem Burgdorfem do Rommla. Burgdorf postawił go przed wyborem: publiczny proces i kompromitacja oraz prawdopodobny lincz na rodzinie lub zażycie cyjanku i uniknięcie dalszych nieprzyjemności. Pod koniec wojny został awansowany do stopnia generała porucznika i według części źródeł został dowódcą 68 Dywizji Piechoty. 7 maja 1945 roku aresztowany przez Amerykanów, a 1947 wypuszczony na wolność.

## Kariera wojskowa
- Leutnant (1915)
- Oberleutnant (1925)
- Hauptmann (1932)
- Major (1936)
- Oberstleutnant (1939)
- Oberst (1941)
- Generalmajor (1943)
- Generalleutnant (1944)